# Fernmelde-, Elektro- und Apparatemonteur

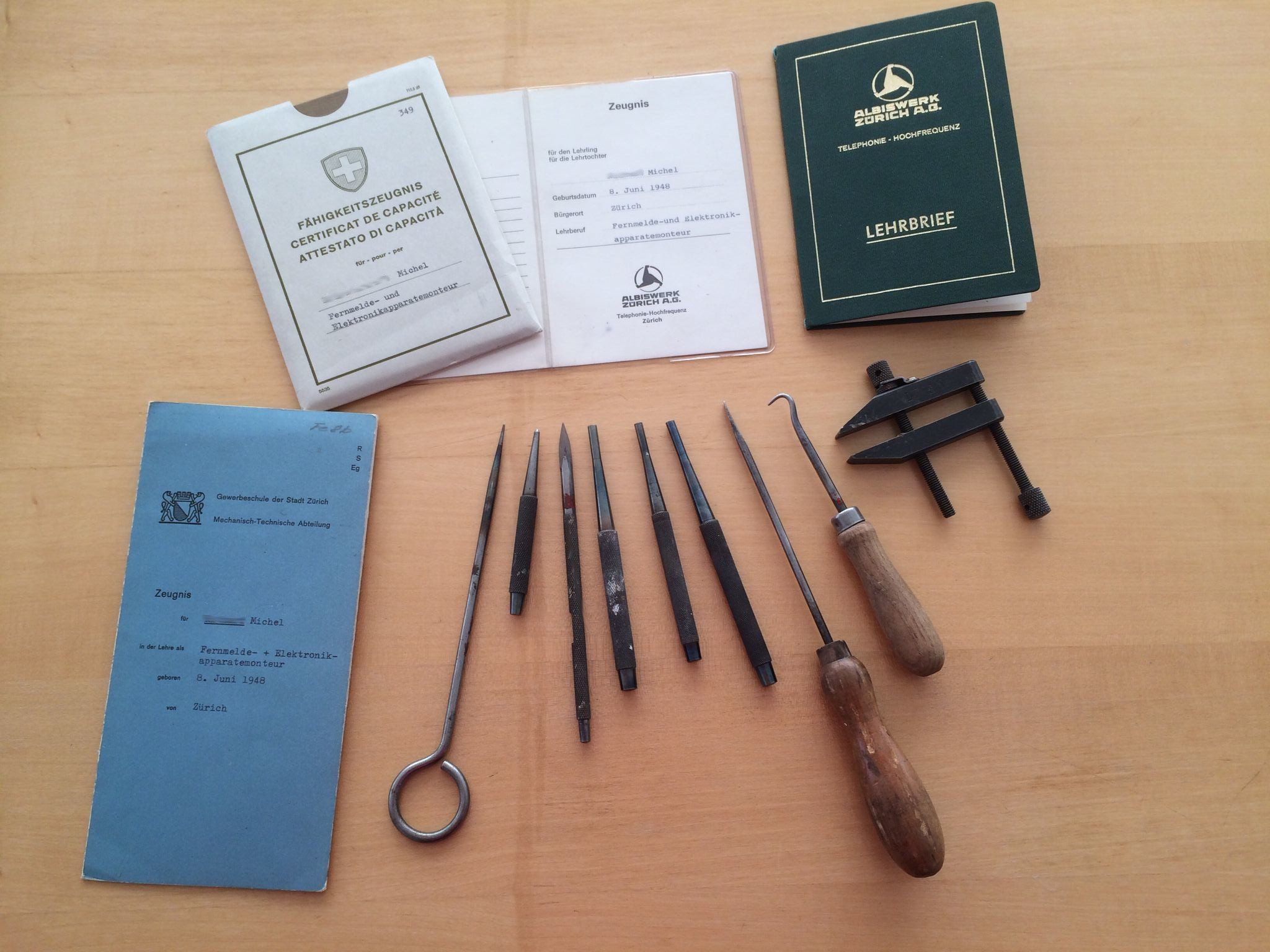
FEAM-Fähigkeitszeugnis, Lehrbrief, Lehrlingswerk

Fernmelde- und Elektronikapparatemonteur (FEAM) war ein anerkannter Schweizer Ausbildungsberuf (industrieller Elektroberuf), der sowohl im Handwerk als auch in der Industrie ausgeübt wurde. Er ist verwandt mit dem in Deutschland verbreiteten Beruf des Nachrichtengerätemechanikers und Elektronikers. Das eidgenössische Reglement für die Lehre des FEAM trat am 1. Januar 1959, gestützt auf das Bundesgesetz über die berufliche Ausbildung, in Kraft.

## Ausbildungsbereich und Ausbildungszeit
Der FEAM ist im Bereich der Starkstromtechnik, der Datenverarbeitung, der Fernmeldetechnik, der Feinmechanik und der Nachrichtentechnik anzusiedeln. Der FEAM war in der Lage sowohl HF- und NF-Schaltungen oder auch mechanische Arbeiten mit höchster Präzision zu fertigen.
Während der gesamten 4-jährigen Lehrzeit fand die duale Berufsausbildung an folgenden Lernorten statt:
- Berufsschule oder Berufsmittelschule 16 bis 28 %
- Betriebliche Grundausbildung 30 %
- Praktischer Einsatz 25 bis 37 %

## Ablauf der Ausbildung

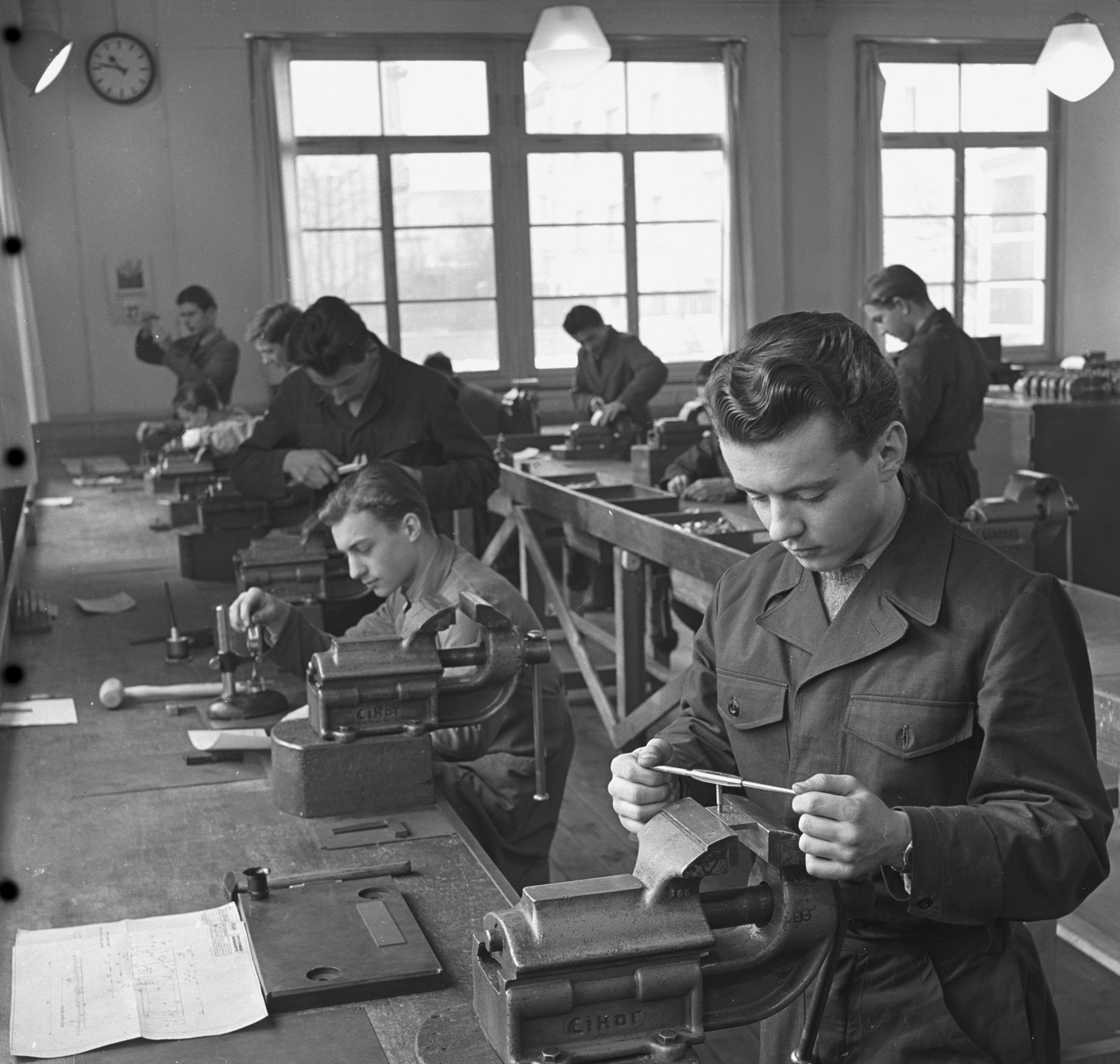
Lehrwerkstatt Albiswerk 1950

Die Berufsausbildung dauerte in der Schweiz vier Jahre. FEAM wurden in Lehrbetrieben ausgebildet und besuchten während der Ausbildung die Berufsschule.
Während der ersten Lehrhälfte wurde in der Grundausbildung ein breites Fundament an Wissen und Können gelegt. Im Zentrum standen Berechnen, Dimensionierung, Aufbauen und Ausmessen elektronischer Schaltungen, hauptsächlich Schwingkreise, Dokumentieren der Arbeiten, Montieren und Verdrahten von Geräten, Bestücken und Löten von Leiterplatten sowie Inbetriebsetzungen und Beheben von Störungen. Zusätzlich wurde viel über Feinmechanik gelehrt. Zum Beispiel wurden beim Albiswerk Zürich (später Siemens-Albis AG) und bei der Sulzer AG im ersten Lehrjahr die Grundlagen der mechanischen Bearbeitung, Feilen, Bohren, Drehen, Fräsen, Hobeln usw. gelehrt.
In der zweiten Lehrhälfte folgte die Schwerpunktausbildung, abhängig vom Lehrbetrieb, in Hochfrequenztechnik, kurz HF-Technik, sowie in der Niederfrequenztechnik, kurz NF-Technik. In dieser Ausbildungsphase vertieften die Auszubildenden ihre Kenntnisse und Fertigkeiten durch Lernen an produktiven Aufträgen und Projekten so wie an verschiedenen Versuchsschaltungen.
Im Berufsschulunterricht kamen neben Mathematik auch Elektronik und Mikroelektronik hinzu.
Bei bestandener Aufnahmeprüfung konnten Schweizer Lehrlinge die Berufsmittelschule besuchen und diese mit der Berufsmatura abschließen.

## Berufliche Perspektiven
Nach Abschluss der Lehre und mit dem Lehrabschluss beziehungsweise eidgenössischem Fähigkeitszeugnis standen dem FEAM viele Weiterbildungsmöglichkeiten offen. Auch später blieb der FEAM eine gesuchte Person, da er einer der wenigen Berufe ist/war, der imstande ist, sowohl in Mechanik wie in HF und NF Technik zu arbeiten.
Im Jahre 1974 (das letzte Jahr vor dem Rezessionseinbruch) waren in der Schweiz 1256 FEAM-Lehrlinge in Ausbildung und 1979 1323. Einer der Nachfolgerberufe ist der Elektroniker.

## Verwandte Berufe
Verwandte Berufe in Deutschland:
- Elektroniker für Automatisierungstechnik
- Elektroniker für Geräte und Systeme
- Elektroniker für Betriebstechnik
- Mechatroniker
- Industrieelektroniker
- Energieelektroniker
- Systemelektroniker
- Elektroniker für luftfahrttechnische Systeme